# Raldy Kapoek
Raldy Kapoek is een typetje gespeeld door Paul Haenen. Ze is de verbitterde gemene moeder van Emmy Kapoek, die was getrouwd met Bob Guttering (beide typetjes ook gespeeld door Paul Haenen). Raldy wordt door haar dochter altijd aangesproken als mamalette. 
Raldy Kapoek heeft moeite met het verleden en heeft een opvallend lage stem. Daarnaast heeft ze grijs haar, drie parelkettingen om,  heeft zware oogschaduw op en een wrat op haar gezicht.
Verder ligt ze geregeld met de groentejongen in bed en is ze het enige vrouwelijke karakter van Paul Haenen met borsten, dit om aan te geven dat het wel degelijk om een vrouwelijk personage gaat. 
Het typetje werd vooral gespeeld in de jaren tachtig en negentig toen de shows van Paul Haenen geregeld bij de VPRO te zien waren.
Daarna was het typetje nog wel te zien in de voorstellingen van Haenen en op de door hem uitgebrachte Dvd's.
In 2019 keerde Haenen terug op de televisie, nu in de reclames van Pricewise met een dubbele hoofdrol voor Haenen als dochter en ex schoonzoon Emmy en Bob.
Herman de Beaufajis . Margreet Dolman . Buster Fonteyn . Dominee Gremdaat . Bob Guttering . Emmy Kapoek . Raldy Kapoek . Milly Prange . Vicky